# Waikorure (fleuve)
Le fleuve Waikorure  (anglais : Waikorure River) est un cours d’eau de la région de Hawke's Bay dans l’Ile du Nord de la Nouvelle-Zélande qui se jette dans l'océan Pacifique.

## Géographie
Il s’écoule à travers un pays de collines ondulantes vers les plaines d'Heretaunga située près de la ville de Hastings.